# Bósnia e Herzegovina nos Jogos Olímpicos de Inverno de 2010

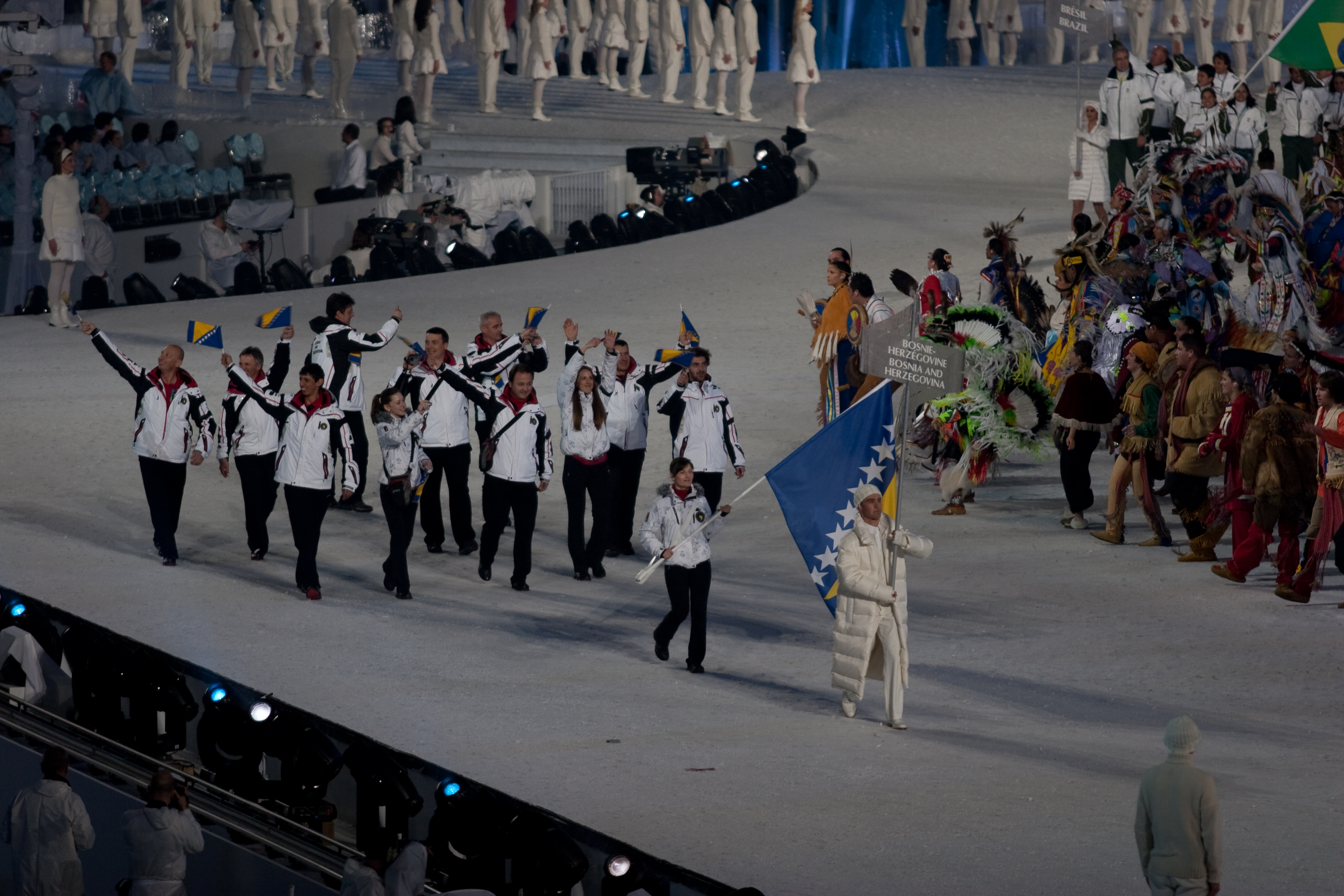
Delegação bósnia durante a cerimônia de abertura.

A Bósnia e Herzegovina participou dos Jogos Olímpicos de Inverno de 2010, realizados na cidade de Vancouver, no Canadá. Foi a quinta aparição do país em Olimpíadas de Inverno.

## Desempenho

### Biatlo
Feminino
| Atleta        | Evento     | Final   | Final       | Final   |
| Atleta        | Evento     | Tempo   | Penalidades | Posição |
| ------------- | ---------- | ------- | ----------- | ------- |
| Tanja Karišik | Velocidade | 25:24.1 | 2 (2+0)     | 88º     |
| Tanja Karišik | Individual | DNF     | 4 (1+1+2+ ) |         |

### Esqui alpino
Feminino
| Atleta         | Evento         | Corrida 1 | Corrida 2 | Total   | Pos. |
| -------------- | -------------- | --------- | --------- | ------- | ---- |
| Maja Klepić    | Slalom         | 59.43     | DNF       | DNF     | DNF  |
| Maja Klepić    | Slalom gigante | 1:27.37   | 1:22.97   | 2:50.34 | 52º  |
| Žana Novaković | Slalom         | 58.19     | 57.76     | 1:55.95 | 40º  |
| Žana Novaković | Slalom gigante | 1:22.77   | 1:18.02   | 2:40.79 | 41º  |

Masculino
| Atleta      | Evento         | Corrida 1 | Corrida 2 | Total   | Pos. |
| ----------- | -------------- | --------- | --------- | ------- | ---- |
| Marko Rudić | Slalom         | 53.70     | 55.46     | 1:49.16 | 36º  |
| Marko Rudić | Slalom gigante | 1:26.85   | 1:29.51   | 2:56.36 | 58º  |

### Esqui cross-country
Feminino
| Atleta        | Evento      | Final   | Final |
| Atleta        | Evento      | Total   | Pos.  |
| ------------- | ----------- | ------- | ----- |
| Tanja Karišik | 10 km livre | 31:30.4 | 71º   |

Masculino
| Atleta            | Evento      | Final   | Final |
| Atleta            | Evento      | Total   | Pos.  |
| ----------------- | ----------- | ------- | ----- |
| Mladen Plakalović | 15 km livre | 39:41.4 | 78º   |

Legenda
| Recorde mundial      | Recorde mundial (World record)               |                       | Recorde africano                      | Recorde africano (African) |                                           | Q | Classificado por posição (Qualified) |
| Recorde olímpico     | Recorde olímpico (Olympic record)            | Recorde da América    | Recorde da América (Americas)         | q                          | Classificado por melhor tempo (Qualified) |   |                                      |
| Melhor marca do ano  | Melhor marca do ano (World leading)          | Recorde asiático      | Recorde asiático (Asian)              | DNS                        | Não largou (Did not start)                |   |                                      |
| Recorde nacional     | Recorde nacional (National record)           | Recorde europeu       | Recorde europeu (European)            | DNF                        | Não terminou (Did not finish)             |   |                                      |
| Recorde pessoal      | Recorde pessoal do atleta (Personal best)    | Recorde da Oceania    | Recorde da Oceania (Oceania)          | DSQ / DQ                   | Desclassificado (Disqualified)            |   |                                      |
| Recorde da temporada | Recorde da temporada do atleta (Season best) | Recorde sul-americano | Recorde sul-americano (South America) | NM                         | Sem marca (No mark)                       |   |                                      |